# Reichsführer-SS
 Reichsführer-SS (?·pàg.) és el mot alemany que significa "Líder de l'Imperi de les SS". Aquest terme fou exclusivament emprat per anomenar al Cap de la SS de l'Alemanya nazi.
Reichsführer-SS era tant un títol com un rang. El títol de Reichsführer va ser creat el 1926 per Joseph Berchtold. El predecessor de Berchtold, Julius Schreck, mai no es referí a si mateix com a Reichsführer, si bé el títol se li aplicà de manera retroactiva. El 1929, Heinrich Himmler esdevingué Reichsführer-SS i es definí a si mateix per aquest títol, en lloc del seu rang a les SS. Això assentà el precedent perquè el Comandant General de les SS fos anomenat Reichsführer-SS.
El 1934, el títol de Himmler esdevingué el seu rang, després de la Nit dels ganivets llargs. A partir d'aquell moment, Reichsführer-SS va ser el màxim rang de les SS, sent considerat l'equivalent a  Generalfeldmarschall a la Wehrmacht.
Hi hagué cinc Reichsführers a la història del Partit Nazi i dels SS:
- Julius Schreck (1925 - 1926)
- Joseph Berchtold (1926 - 1927)
- Erhard Heiden (1927 - 1929)
- Heinrich Himmler (1929 - 1945)
- Karl Hanke (1945).

Mai no hi hagué més d'un Reichsführer-SS de manera simultània a les SS, amb Himmler ostentant la posició com el seu títol i rang personal entre 1934 i 1945.
Karl Hanke, el darrer cap de les SS va ser nomenat pel càrrec a l'abril de 1945, però no en va ser informat fins a inicis de maig. Va ser mort el 8 de juny de 1945, mentre intentava fugir d'un camp de presoners a Txecoslovàquia, on es trobava reclòs.